# Куолялис, Юозас
Юозас Куолялис (лит. Juozas Kuolelis; 1 августа 1930, Игналинский район Литвы — 21 сентября 2017, Вильнюс) — советский литовский партийный и государственный деятель, секретарь ЦК Компартии Литвы (на платформе КПСС) в 1989—1991 годах. В 1999 году был осуждён за участие в попытке государственного переворота во время январских событий 1991 года.

## Биография
В 1954 году окончил Вильнюсский государственный университет.
В 1956 году стал членом КПСС.
В 1964—1969 гг. работал заместителем председателя Государственного комитета Литовской ССР по телевидению и радиовещанию. В 1969—1972 гг. был инструктором ЦК КПСС. C 1972 года длительное время руководил отделом агитации и пропаганды ЦК Компартии Литвы. В 1975—1990 гг. — депутат Верховного Совета Литовской ССР. В декабре 1989 года избран секретарём ЦК Коммунистической партии Литвы (на платформе КПСС).
Был противником независимости Литвы. Уже в апреле 1990 года стал членом самопровозглашенного «Комитета национального спасения Литовской ССР». Год спустя Куолялис участвовал в вильнюсских событиях января 1991 года когда во время штурма вильнюсской телебашни советскими войсками погибло 14 человек и около 140 человек было ранено. После августовских событий в Москве 1991 года, Куолялис был задержан и отправлен в следственный изолятор. Хотя его сразу не посадили, он получил запрещение на выезд из страны, поскольку обвинялся в участии в государственном перевороте.
Пять лет спустя стал одним из фигурантов процесса по делу «О государственном перевороте 13 января 1991 года». Процесс начался в конце октября 1996 года и завершился в августе 1999 года. Куолялиса обвиняли по статьям 68 (публичные призывы насильственно нарушить суверенитет Литовской Республики, исполняя задание другого государства) и 70 (создание антигосударственных организаций и активная деятельность в них). За участие в попытке государственного переворота Куолялис был приговорен к 6 годам лишения свободы в колонии строгого режима.
В 2004 году вышел на свободу.
Скончался на 88-м году жизни в Вильнюсе 21 сентября 2017 года.

## Награды
- 1980 г. — Заслуженный работник культуры Литовской ССР